# Megavirus chilensis
Il Megavirus chilensis è una specie di virus appartenente al genere Megavirus.

## Storia
Venne scoperto in un campione d'acqua proveniente dall'oceano Pacifico, al largo delle coste cilene.

## Descrizione
Il virione è costituito da un capside icosaedrico di 400 nm di diametro racchiuso in uno strato di fibrilla.

### Genetica
Presenta un genoma composto da DNA a doppia elica di 1.259 Mb che codifica 1.120 geni ricco in adenina e timina (75% A+T). Di questi circa 600 sono comuni a quelli del Mimivirus con una media del 50% di residui identici a livello della sequenza proteica. Il virus mantiene le qualità e le caratteristiche genomiche del Mimivirus a cui si aggiungono tre geni codificanti altrettante aminoacil-tRNA sintetasi (IleRS, TrpRS, AsnRS).
Nella sequenza è presente il gene Mg277 che codifica la superossido dismutasi rame e zinco (Cu,Zn-SOD), come alcuni membri della stessa famiglia e a differenza del Mimivirus, presente nelle particelle purificate del virione.
La superossido dismutasi rame e zinco catalizza la conversione di radicali superossidi a perossido d'idrogeno e diossidi. Si tratta di un enzima dimerico che presenta un ponte disolfuro, la cui integrità strutturale è mantenuta dagli atomi di zinco, mentre il rame è il cofattore catalitico. Ha il compito di detossificare le specie ossigenate rilasciate dall'ospite come meccanismo di difesa. Omologhi sono presenti nei megavirus e nei moumouvirus, con un 77% - 90% di residui identici, ovvero nei baculovirus, nei clorovirus e nei poxvirus.
L'enzima legato risulta iperstabile con una temperatura di fusione misurata di 76°C, mentre in forma libera la sua temperatura di fusione risulta inferiore (56°C). In ciascun monomero, un residuo glutamminico contribuisce fortemente all'interfaccia dimerica mediante due legami a idrogeno che collegano due residui Q116.Il ponte disolfuro aumenta e i due legami a idrogeno, sono probabilmente responsabili dell'iperstabilità della proteina legata.

## Biologia
Il virus è in grado di replicarsi in specie del genere Acanthamoeba che vivono in acqua dolce.